# Trận Mons
Trận Mons là một phần của Trận Biên giới Bắc Pháp, đồng thời là cuộc giao tranh đầu tiên giữa Quân đội Anh và Đế quốc Đức trên Mặt trận phía Tây trong cuộc Chiến tranh thế giới thứ nhất, diễn ra vào ngày 23 tháng 8 năm 1914. Là trận đánh đầu tiên của Lực lượng Viễn chinh Anh sau khi đặt chân lên đất Pháp, trận chiến kết thúc với chiến thắng của Quân đội Đức, buộc quân Anh dưới sự chỉ huy của Tướng John French phải triệt thoái về Le Cateau sau khi hai bên tàn sát lẫn nhau trong một cuộc chiến đấu quyết liệt. Theo một số tài liệu của Anh, thiệt hại của quân Đức lớn hơn hẳn thiệt hại của quân Anh trong trận chiến này, nhưng các nhà sử học có thiện cảm với Đức cho rằng phía Đức chỉ mất khoảng 2.000 người so với 1.600 thương vong của Anh.
Trong khi Quân đội Đức bất ngờ tấn công nước Bỉ, Lực lượng Viễn chinh Anh dưới quyền French phải đối đầu với Tập đoàn quân số 1 của Đức dưới quyền tướng Alexander von Kluck xung quanh thành phố Mons, ở hướng Tây Namur (Bỉ). Tuy lực lượng này có quân số áp đảo quân đội Anh, gần một nửa binh lực của họ không được đưa vào chiến trận. Vào ngày 23 tháng 8 năm 1914, Kluck tiến hành cuộc tấn công đại quy mô vào các cứ điểm của Quân đoàn II thuộc Lực lượng Viễn chinh Anh, sau một cuộc pháo kích dữ dội. Quân đội của ông cố gắng tiến hành một vận động bước ngoặt qua Bỉ theo kế hoạch Schlieffen. Theo tác giả Hoa Kỳ là Spencer Tucker, trận chiến này đã thể hiện quân Anh là những người lính chuyên nghiệp chứ không phải là quân được tuyển mộ ngắn hạn: súng trường của họ có sức mạnh vượt trội các quân đội khác. Hiệu quả của súng trường của quân Anh đã khiến cho người Đức báo cáo rằng họ được trang bị rất nhiều súng máy. Ngoài ra, quân Anh còn có khả năng lập hào chiến đấu hơn các quân đội ở châu Âu lục địa khi ấy. Với sự hỗ trợ đắc lực của Pháo binh, lực lượng Bộ binh Anh đã cầm cự trong suốt cả ngày. Đến tối, giao tranh chấm dứt, quân Anh thoái lui về một cứ điểm đã được chọn sẵn ở phía Nam kênh Mons-Condé. Tuy nhiên, Zuber cho biết, trên thực tế người Đức chưa hề so sánh súng trường Anh với súng máy mà họ chỉ so sánh súng trường Anh với súng trường của Bỉ và Pháp mà họ cho là cùi nhầy. Đồng thời, lực lượng Pháo binh Anh hiếm khi hỗ trợ được cho Bộ binh và một mình súng trường thường không thể chặn nổi quân Đức. Zuber cũng chỉ trích quan điểm cho rằng quân Bộ binh Đức dàn trận theo các đội hình khối.
Thiệt hại nặng nề của người Anh lại chỉ là cái giá cho việc trì hoãn quân đội của tướng Kluck trong vòng một ngày. Theo nhiều tư liệu, ưu thế áp đảo về quân số của Đức đã đẩy lùi quân Anh sau khi chịu tổn thất nặng nề, nhưng Zuber cho rằng thắng lợi này là do sự huấn luyện và học thuyết chiến thuật ưu việt của người Đức, đồng thời, với khả năng chiến đấu của mình, họ đã gắn chặt vận động với hỏa lực. Trong khi người Đức sẽ dễ dàng bù đắp tổn thất của họ vốn bao gồm là lính tuyển mộ, tổn thất của người Anh là những người lính chính quy khó thể thay thế. Cuối ngày, Tổng hành dinh Quân đội Anh đã nhận thấy tình hình bất lợi. Trong ngày hôm đó, quân Pháp dưới quyền tướng Charles Lanzerac đã rút lui sau trận Charleroi, khiến cho sườn của quân Anh bị sơ hở. Trước uy thế của quân Đức, quân Anh không còn lựa chọn nào khác và phải thoái lui trong hỗn loạn. Sau thắng lợi tại Mons, Kluck đã tiến hành truy kích gắt gao và đánh thắng quân Anh trong trận Le Cateau. Sức chiến đấu của quân Anh trong trận đánh, và do truyền thống của người Anh biến thất bại thành một thắng lợi về tinh thần, trận đánh đầu tiên của Lực lượng Viễn chinh Anh đã trở thành một huyền thoại. Sau trận chiến, có những câu chuyện kể về "các thiên thần tại Mons"đã yểm trợ cho Quân đội Anh triệt thoái. Và, số lượng quân tình nguyện Anh đã tăng vọt sau thất bại tại Mons.